# Валенсія (аеропорт)

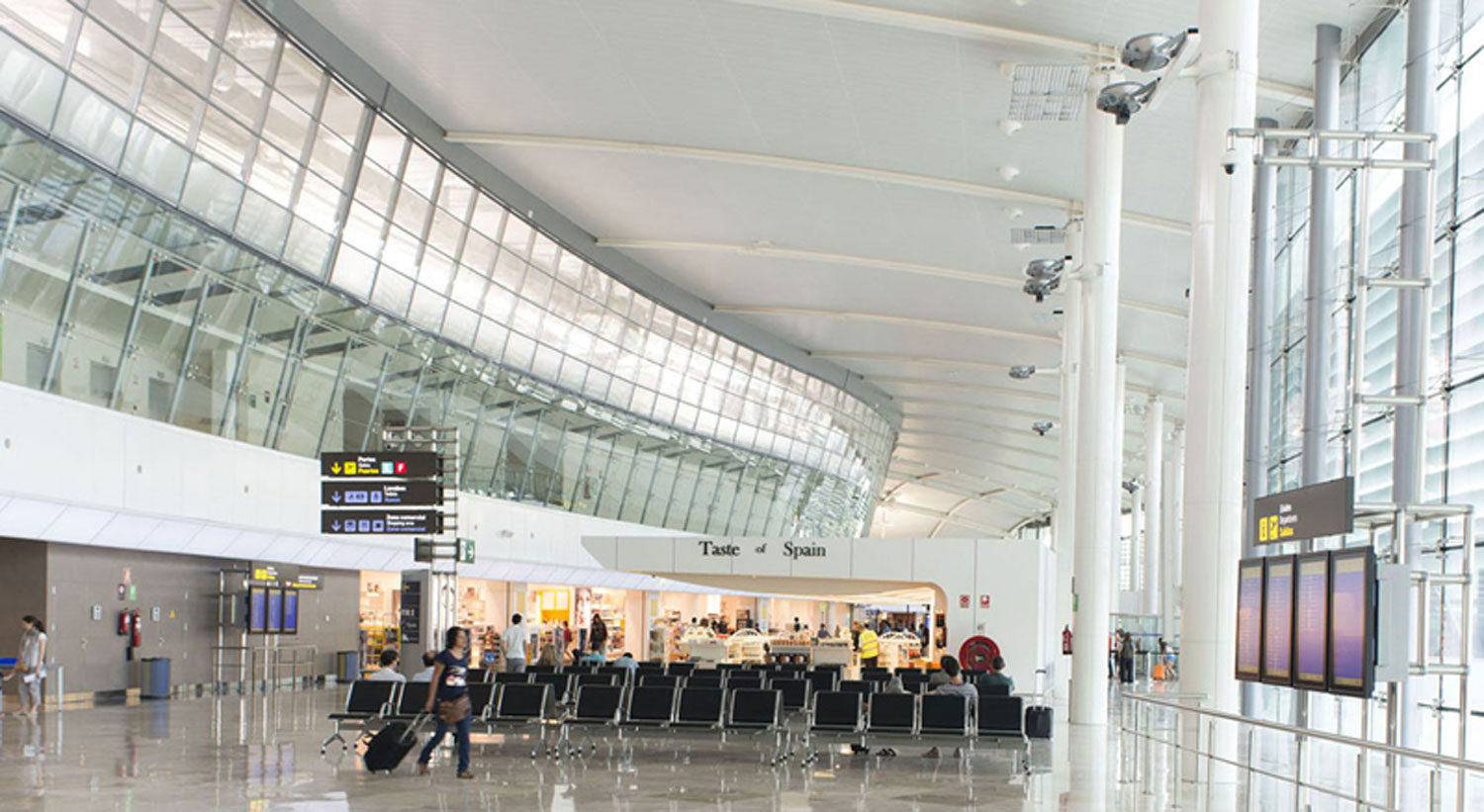
Інтер'єр міжнародного терміналу

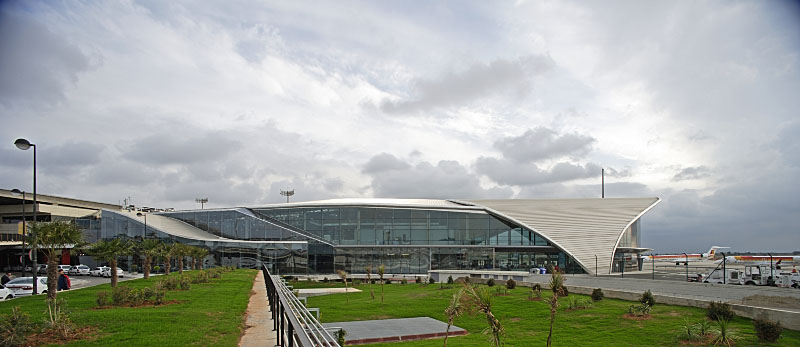
Регіональний термінал

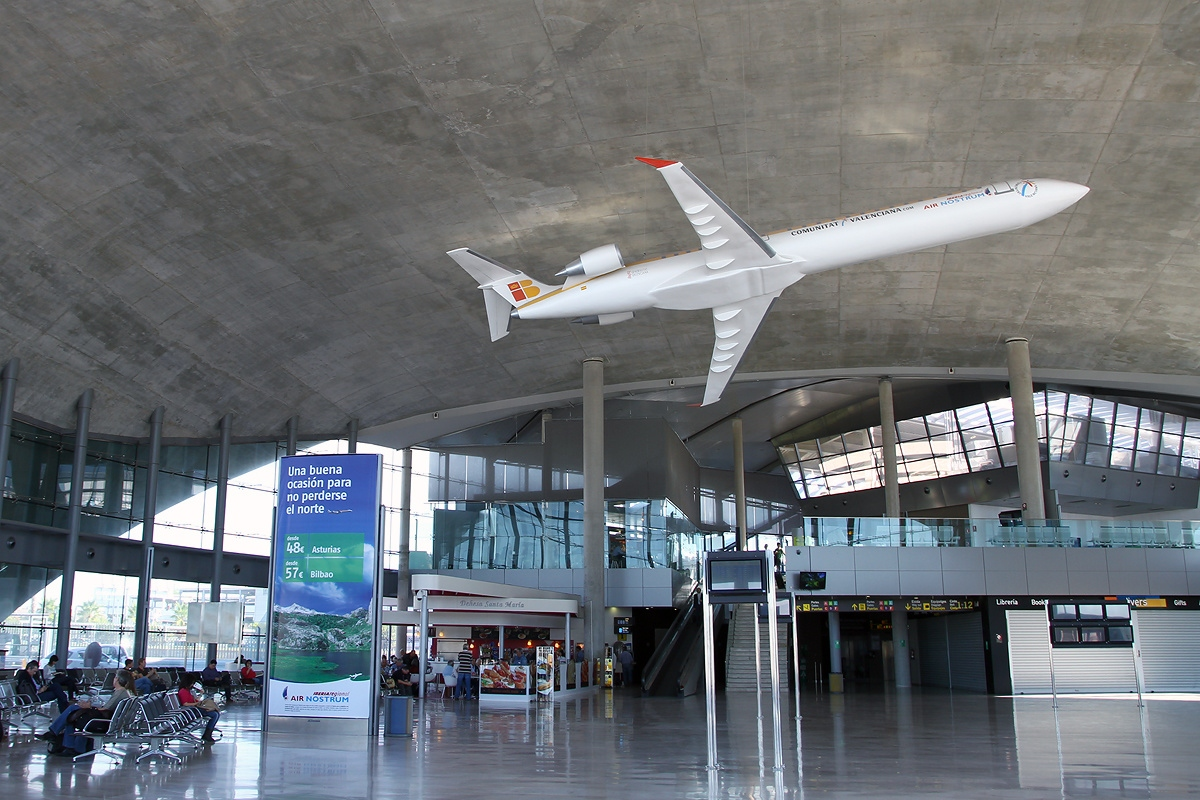
Інтер'єр регіонального терміналу

Аеропорт Валенсія або Аеропорт Манізес (ісп. Aeropuerto de Valencia або ісп. Aeropuerto de Manises, (IATA: VLC, ICAO: LEVC)) — аеропорт розташований за 8 km W від Валенсії.
Аеропорт є хабом для:
- Air Nostrum,
- Ryanair

## Авіалінії та напрямки, березень 2020

### Пасажирські
| Авіакомпанія                  | Пункт призначення |
| ----------------------------- | --- |
| Aegean Airlines               | Сезонний: Афіни |
| Aeroflot                      | Москва-Шереметьєво |
| Air Algérie                   | Сезонний: Алжир |
| Air Europa                    | Мадрид, Пальма-де-Мальорка, Париж-Шарль де Голль Сезонний: Ібіца, Малага, Менорка, Тенерифе-Південний |
| Air France                    | Париж–Шарль де Голль (з 4 квітня 2020) |
| Alitalia                      | Рим-Ф'юмічіно |
| Blue Air                      | Бухарест |
| British Airways               | Лондон-Хітроу |
| Brussels Airlines             | Брюссель |
| easyJet                       | Лондон-Гатвік, Лондон-Лутон Сезонний: Базель-Мюлуз-Фрайбург, Белфаст, Берлін-Шенефельд, Женева (з 26 червня 2020), Тулуза |
| Eurowings                     | Дюссельдорф, Гамбург (з 2 червня 2020),, Штутгарт, |
| Iberia Regional               | Барселона, Більбао, Ібіца, Мадрид, Малага, Менорка, Пальма-де-Мальорка, Севілья, Віго Сезонний: Ла-Корунья, Астурія, Бадахос, Фуертевентура, Гранада, Гран-Канарія, Херес, Лансароте, Сантандер, Тенерифе-Північний |
| KLM                           | Амстердам |
| Lauda                         | Штутгарт, Відень |
| Lufthansa                     | Франкфурт, Мюнхен |
| Royal Air Maroc               | Касабланка |
| Ryanair                       | Барі, Париж-Бове, Мілан-Бергамо, Берлін-Шенефельд, Болонья, Бордо, Бристоль, Брюссель, Будапешт, Брюссель-Шарлеруа, Кальярі, Кельн/Бонн, Дублін, Франкфурт, Фес, Ейндговен, Гамбург, Гран-Канарія, Ібіца, Київ-Бориспіль, Краків, Лісабон, Лондон-Станстед, Мальта, Манчестер, Марракеш, Марсель, Менорка, Мілан-Мальпенса, Нант, Неаполь, Палермо, Пальма-де-Мальорка, Піза, Порту, Рим-Чіампіно, Сантандер, Сантьяго-де-Компостела, Севілья, Танжер, Тулуза, Тенерифе-Південний, Тревізо, Трієст, Турин, Варшава-Модлін, Веце Сезонний: Копенгаген, Східний Мідландс, Единбург |
| Scandinavian Airlines         | Сезонний: Осло-Гардермуен (з 29 червня 2020) |
| SmartWings                    | Прага |
| Swiss International Air Lines | Женева, Цюрих |
| TAP Air Portugal              | Лісабон |
| TAROM                         | Бухарест |
| Transavia                     | Амстердам, Ейндговен, Роттердам |
| Transavia France              | Париж-Орлі |
| TUI fly Belgium               | Брюссель |
| Turkish Airlines              | Стамбул |
| Volotea                       | Астурія, Нант, Ліон |
| Vueling                       | Ла-Корунья, Алжир, Амстердам, Більбао, Барселона, Брюссель, Гран-Канарія, Лансароте, Лісабон, Лондон-Гатвік (з 1 травня 2020),, Париж-Орлі, Рим-Ф'юмічіно, Севілья, Тенерифе-Північний Сезонний: Катанія, Ібіца, Мілан-Мальпенса |
| Wizz Air                      | Бухарест, Клуж-Напока, Софія, Тімішоара, Відень |

### Вантажні
| Авіакомпанія         | Пункт призначення     |
| -------------------- | --------------------- |
| Ukraine Air Alliance | Белград               |
| UPS Airlines         | Барселона, Кельн/Бонн |

## Статистика
| Рік  | Пасажирообіг | Вантажообіг (тонн) | Авіатрафік |
| ---- | ------------ | ------------------ | ---------- |
| 2018 | 7.769.804    | 14.500             | 75.837     |
| 2017 | 6.745.231    | 13.126             | 68.042     |
| 2016 | 5.798.853    | 12.581             | 62.804     |
| 2015 | 5.055.127    | 13.540             | 59.007     |
| 2014 | 4.597.095    | 12.640             | 56.438     |
| 2013 | 4.618.072    | 11.679             | 57.161     |
| 2012 | 4.752.020    | 11.126             | 59.828     |
| 2011 | 4.979.511    | 10.509             | 70.397     |
| 2010 | 4.934.268    | 11.428             | 77.806     |
| 2009 | 4.748.997    | 9.792              | 81.126     |
| 2008 | 5.779.343    | 13.326             | 96.795     |
| 2007 | 5.933.424    | 13.335             | 96.616     |
| 2006 | 4.969.120    | 13.068             | 87.920     |
| 2005 | 4.639.314    | 12.218             | 87.045     |
| 2004 | 3.111.951    | 12.169             | 72.679     |
| 2003 | 2.432.126    | 11.770             | 65.548     |
| 2002 | 2.138.926    | 11.835             | 67.213     |
| 2001 | 2.301.191    | 11.078             | 69.597     |
| 2000 | 2.261.943    | 10.906             | 64.075     |

## Наземний транспорт

### Автомобільний
Аеропорт Валенсії розташований поруч із автомагістраллю Autovía A-3, який сполучає Валенсію з Мадридом, а також поруч з прибережним маршрутом Autovía A-7 до Барселони. Аеропорт сполучений із Валенсією регулярною автобусною лінією (MetroBus), час в дорозі — 45 хвилин.

### Рейковий
Лінії 3 та 5 Metrovalencia  мають станцію та прямують до центру міста (час в дорозі— 15 хвилин), головного залізничного вокзалу міста — Естасіо-дель-Норд (20 хвилин) та порту Валенсія (30 хвилин).